# بلوار ابونصر
بلوار ابونصر (نصر) یکی از بلوارهای شرق شیراز است. این بلوار دارای دو بخش شرقی و غربی است. بخش غربی این بلوار با نام بلوار ابونصر غربی از میدان گلستان (کلبه)، آغاز و سپس با گذشت از پل‌های فضیلت و سرداران در میدان نصر ختم می‌شود سپس از میدان نصر با نام بلوار ابونصر شرقی با گذشت از شهرک‌های نصر و دستخضر و نصرآباد در کفترک ختم می‌شود. قسمت‌های مختلف این بلوار زیرنظر مناطق ۳ و ۱۱ و ۷ شهرداری شیراز محسوب می‌شود.

## دلیل نامگذاری
دلیل نامگذاری این بلوار وجود قصر ابونصر در نزدیکی شهرک نصر (یکی از انشعابات این بلوار) است. البته مردم در شیراز این بلوار را بیشتر با نام جاده کفترک می‌نامند.